# مايكل ستيوارت (كاتب أمريكي)
مايكل ستيوارت (بالإنجليزية: Michael Stewart)‏ هو كاتب أغاني وكاتب سيناريو وشاعر أمريكي، ولد في 1 أغسطس 1924 في نيويورك في الولايات المتحدة، وتوفي بنفس المكان في 20 سبتمبر 1987.

## وصلات خارجية
- مايكل ستيوارت على موقع IMDb (الإنجليزية)
- مايكل ستيوارت على موقع ألو سيني (الفرنسية)
- مايكل ستيوارت على موقع ميوزك برينز (الإنجليزية)
- مايكل ستيوارت على موقع قاعدة بيانات برودواي على الإنترنت (الإنجليزية)
- مايكل ستيوارت على موقع قاعدة بيانات برودواي على الإنترنت (الإنجليزية)
- مايكل ستيوارت على موقع ديسكوغز (الإنجليزية)
- مايكل ستيوارت على موقع قاعدة بيانات الفيلم (الإنجليزية)